# Kimberly Geist
Kimberly "Kim" Geist (Allentown, Pennsilvània, 29 d'abril de 1987) és una ciclista estatunidenca especialista en la pista, encara que també competeix en carretera.

## Palmarès
- 2008
  -  Campiona estatunidenca en persecució
- 2010
  -  Campiona estatunidenca en persecució
- 2011
  -  Campiona estatunidenca en scratch
- 2014
  - Campiona als Campionats Panamericans en persecució per equips
  -  Campiona estatunidenca en persecució
- 2017
  -  Campiona del món en Persecució per equips (amb Jennifer Valente, Chloe Dygert i Kelly Catlin)

### Resultats a laCopa del Món
- 2016-2017
  - 1a a Los Angeles, en Persecució per equips